# Dagelijkse kost

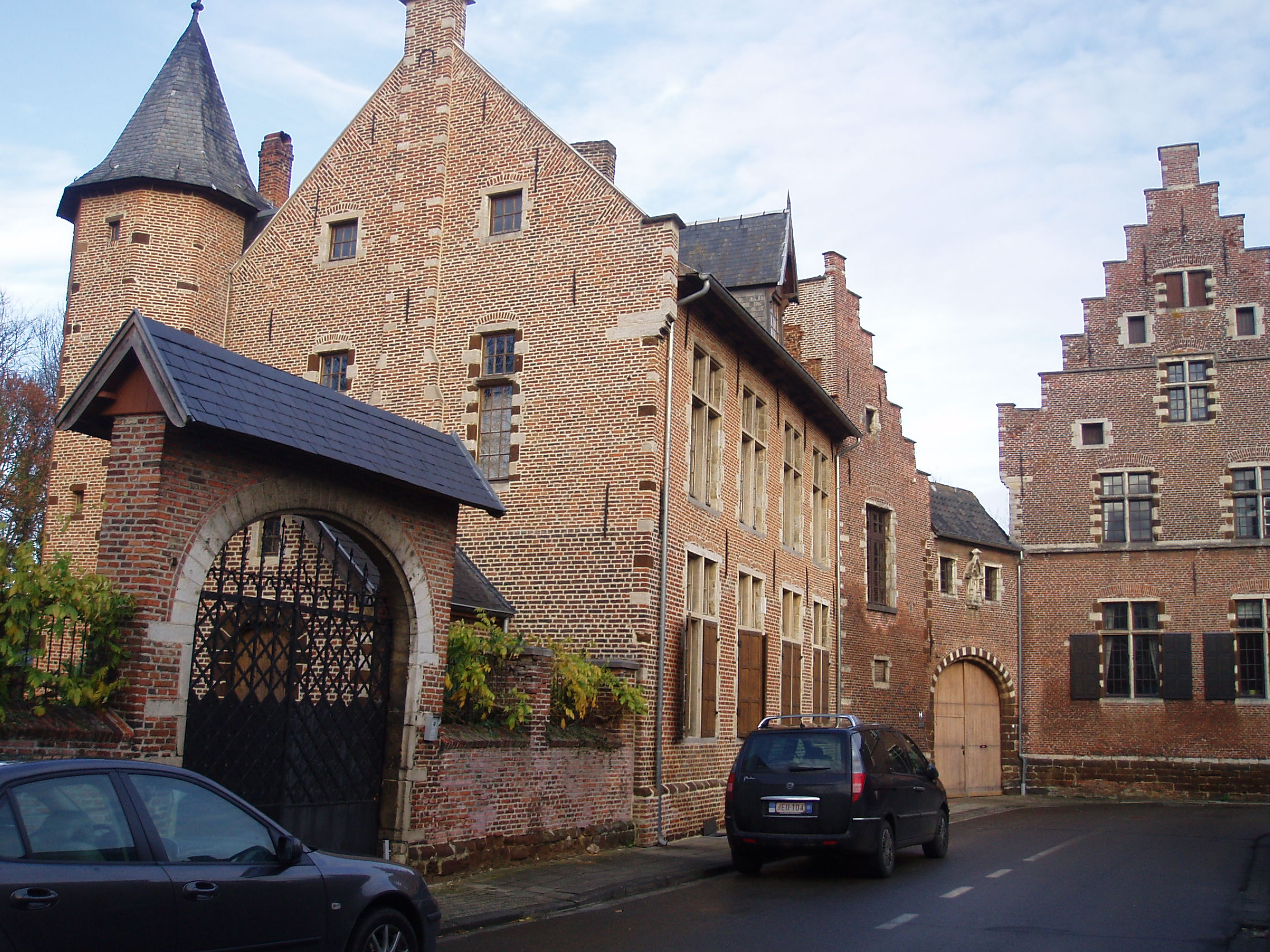
Locatie in Diest van de eerste drie seizoenen.

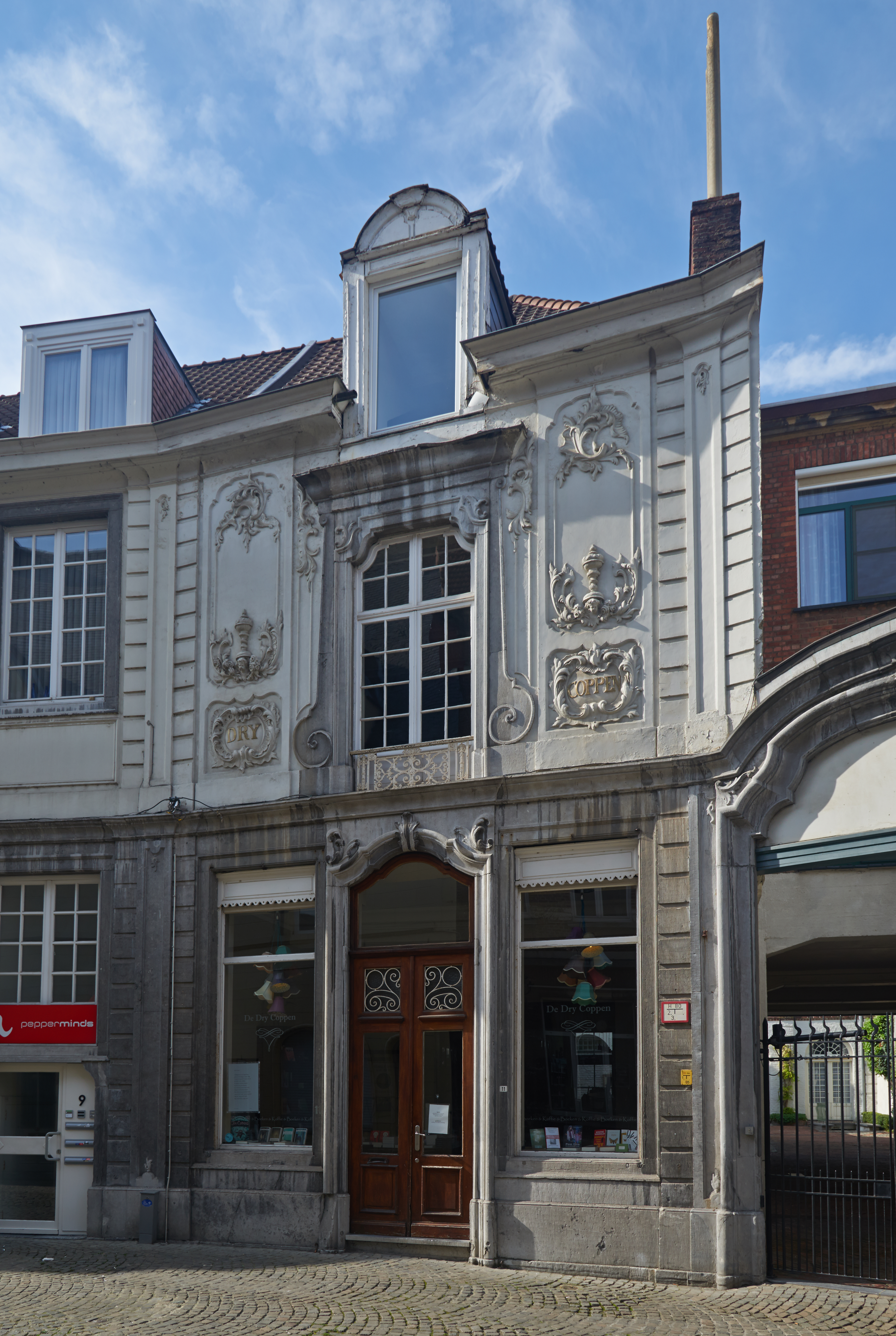
Locatie in Leuven vanaf seizoen zes.

Dagelijkse kost is een kookprogramma van het productiehuis Hotel Hungaria in opdracht van de Vlaamse Radio- en Televisieomroeporganisatie. Het programma wordt elke werkdag uitgezonden op VRT 1. Elke zondag wordt ook een weekcompilatie uitgezonden.

## Formule
De Leuvense chef Jeroen Meus is de kok van dienst en maakt elke werkdag een maaltijd. Soms mag het wat feestelijker, zoals voor de kersttijd. Op zondag worden enkele recepten van die week doorgenomen en zijn tevens reportages te zien over de gebruikte ingrediënten en gerelateerde onderwerpen.
Voor bepaalde gelegenheden wordt de reeks in een speciaal jasje gestoken. Zo werd het programma al eens omgedoopt tot Dagelijkse Zomerkost tijdens de zomervakantie en Dagelijkse Kinderkost tijdens de paasvakantie (wat eveneens op Ketnet werd uitgezonden).

## Productie
Het programma naar een idee van Bart Verbeelen en Nico Van De Velde startte op 20 september 2010 op VRT 1 en wordt al naargelang het seizoen net voor of na het journaal van 18.00 uur uitgezonden. Het wordt opgenomen in MultiCam op RED gedraaid en verwerkt op Avid Media Composer.
Regisseurs van het programma waren van 2010 tot 2016 Kat Steppe en Katrien Vanderlinden en van tot 2016 tot 2023 Kathryn Cops waarmee Jeroen Meus ook tijdens de uitzending gesprekken voerde. Een item in het programma waar voor 2016 cameraman Len meermaals voor tekende.
De eerste drie seizoenen werden opgenomen in de keuken van een herenhuis in de binnenstad van Diest. Het eerste seizoen werd voor het nieuws van 18.00 uur uitgezonden, vanaf het tweede seizoen werd het programma na het nieuws van zes uitgezonden. Vanaf het vierde seizoen werd opgenomen in een bungalow in de bossen van Bertem. Voor het zesde seizoen werd vanaf zomer 2015 een nieuwe studio in gebruik genomen, met nieuwe keuken. Deze is gebouwd in het huis van de 18e-eeuwse herberg De Dry Coppen in de Schrijnmakersstraat in het centrum van Leuven.
In het seizoen 2015-2016 was Wim Lybaert regelmatige gast bij het programma. Lybaert verwierf tv-bekendheid met zijn promotie voor de moestuin in meerdere programma's, waaronder de rubriek "De Vierkante Eter" in 1000 zonnen. Wekelijks bezocht Meus in Dagelijkse kost Lybaert en nam groenten van Lybaert als basis van een deel van zijn gerechten.
In mei en juni 2018 werd het programma gedurende 6 weken ook uitgezonden door de Nederlandse omroep KRO-NCRV op NPO 3.
Op 19 november 2019 werd de 2000ste aflevering uitgezonden.
Vanaf maart 2020, ten gevolge van de Coronapandemie werden nieuwe afleveringen opgenomen met onbemande camera's. 
In 2021 vierde het programma het 10-jarig bestaan. Zo werd een jubileum kookboek gepubliceerd met 250 nooit eerder gepubliceerde gerechten.

## Populariteit
Het programma haalde in de meest succesvolle seizoenen gemiddeldes van 500.000 kijkers en daarmee werd Jeroen Meus de meest succesvolle tv-chef van Vlaanderen. Het hoogste kijkcijfer in de eerste vijf seizoenen werd gescoord op 12 februari 2012 toen 869.088 kijkers naar Dagelijkse kost keken. Het hoogste marktaandeel van de Vlaamse televisiekijkers op het moment van uitzending werd gehaald op 31 januari 2014 toen het programma 52,9 % van de kijkers wist te boeien. De populariteit van het kookprogramma zorgde er in 2020 voor dat VTM stopte met hun dagelijks kookprogramma.

## Publicaties
Van Dagelijkse kost verschenen ook meerdere boeken met telkens een aantal gerechtjes die Meus had bereid in zijn tv-programma.
- Dagelijkse kost (boekenreeks van 5 boeken)
- Dagelijkse kost - Mijn 200 klassiekers
- Winterkost
- Zomerkost
- Middag
- Avond
- Feest
- Koffieklets
- Uit het vuistje
- 10 jaar Dagelijkse kost

Op de website van dagelijkse kost vind je tevens meer dan 2700 recepten, waaronder de recepten die bereid werden tijdens het programma.

## Vlaamse Televisie Sterren
Dagelijkse kost won in 2011, 2012,2013 en 2014 de Vlaamse Televisie Ster voor Beste Lifestyleprogramma. In 2012 won het programma tevens de Vlaamse Televisie Ster voor Populairste Televisieprogramma.